# Julio Pichardo
Pour les articles homonymes, voir Pichardo.
Julio Enrique Ramos Pichardo, appelé Julio Pichardo (né le 10 janvier 1990 à Colombia), est un footballeur international cubain, qui évolue au poste de gardien de but.

## Biographie

### Carrière en sélection
Auteur de deux matchs en équipe de Cuba, Pichardo figure notamment dans le groupe des sélectionnés lors des Gold Cup de 2011 (un match disputé face au Salvador) et 2013. En outre, il est titulaire lors d'un match de qualifications pour la Coupe caribéenne des nations 2012, le 18 novembre 2012, face à Trinité-et-Tobago (défaite 1-0).

## Palmarès

### En club
- Vice-champion d'Antigua-et-Barbuda en 2017-18 avec le Five Islands FC.

### En équipe nationale
- Vainqueur de la Coupe caribéenne des nations en 2012.